# Lincoln Electric
Lincoln Electric Holdings, Inc. (NASDAQ: LECO

) er en amerikansk multinational producent af svejseudstyr og produkter til plasmaskæring.
Virksomheden blev etableret i 1895 af John C. Lincoln.
De har hovedkvarter i Euclid, Ohio, og de har i alt 44 fabrikker og salgsafdelinger i 160 lande.